# Telothyria fasciata
Telothyria fasciata là một loài ruồi trong họ Tachinidae.